# 地獄のガールフレンド
『地獄のガールフレンド』（じごくのガールフレンド、Girl friends in the hell）は、鳥飼茜による日本の漫画作品。『FEEL YOUNG』（祥伝社）にて2014年3月号から2017年2月号まで連載、祥伝社フィールコミックスswingから刊行された。単行本は全3巻。シェアハウスで同居することとなった20代から30代の女性3人の心情や悩みを赤裸々に描く。略称は「じごガー」
フジテレビにより実写ドラマ化され、フジテレビオンデマンドで2019年10月25日から配信された。

## あらすじ
36歳の出口奈央は恋人に浮気され、彼のことをどれほど好きだったかを改めて認識した。奈央のことを良く分かっている男友達の鹿谷は、好きでも嫌いでもない距離感の女友達を作って一緒に暮らせばいいとアドバイスする。
離婚しシングルマザーとなった島田加南は、通っている保育園でようやく友達ができた息子のためにも、市外への転居をしたくなかった。会社員の首藤悠里は、8年住んだアパートの取り壊しが決まり、新しい部屋を探さなければならなかった。その時、2人はシェアハウスの同居人を募集する張り紙を見つける。
こうして、3人は同居をすることになった。

## 登場人物
島田 加南
31歳。イラストレーター。仕事をもう少し増やしたいという考えを受け入れてくれず、家事や育児の分担にも非協力的な夫と離婚し、4歳の息子・楓を連れてシングルマザーとなる。保育園でようやく友達が1人出来た楓のためにも、退所を避けたかったが、市役所に退所届を出した直後にシェアハウスの張紙を見つけ、退所届を取り消してもらった。
首藤 悠里
28歳。会社員。短大卒業後から住み続けていたアパートの取り壊しが決まり、新しい住居を探さなければならない状況に追い込まれる。職場で「若い女」「花の独身」などと言われることに嫌気が指している。初体験且つ唯一の交際相手が年上の妻子持ちの男で、彼に捨てられた後は誰とも付き合っておらず、セカンドバージン状態。
出口 奈央
36歳。服飾デザイナー。恋人に浮気され、友人の鹿谷の助言で同性だけのシェアハウスを始める。掃除も料理も出来ないため、家はゴミだらけだったが、シェアを始めてからは加南と悠里により綺麗に保たれている。年齢と釣り合わない可愛らしい容姿をしており、よくモテる。商店街を歩くと男性店主や店員からおまけをたくさんもらえるため、加南からは「歩くクーポン」と呼ばれる。
鹿谷（しかたに）
奈央の友人。処女マニア。

## 制作
「地獄のガールフレンド」はアメリカ初の女性国務長官のスピーチにおける「キャリアの中で、女性同士協力しなければならない。そうしないと、地獄には専用の場所が待っている」という言葉に触発され、「苦境をともに助け合い、地獄でもガールフレンドでいたい」という想いからつけられた。

### キャラクター設定
鳥飼は「このマンガがすごい!WEB」とのインタビューの中で、ステレオタイプにはまったキャラクターは嫌いだとしつつも、そこから離そうとするとわかりにくくなるため苦労すると話している。奈央は異性に人気があると設定されており、他の漫画では性格の悪い人物として描かれがちだが、本作の場合、異性への人気は奈央の構成要素の一つでしかなく、女性から見て面白い人物として描かれた。
男性キャラクターである鹿谷は、物語やビジュアルにピリッとした要素を与えるために生み出された。

### 装丁デザイン
単行本の装丁は、多くの漫画で実績を積んだデザイナー・名和田耕平が担当した。鳥飼は最初細かく注文を付ける名和田に辟易していたものの、最終的には納得がいったと、「このマンガがすごい!WEB」とのインタビューの中で述懐している。
単行本1巻刊行時、名和田は「地獄」という字面の強さから、装丁からドロドロしたものを排除することにこだわった。キャラクターの表情も同様の方針が取られている。たとえば1巻裏表紙に描かれた奈央の表情は、目が笑っている一方瞳が描かれておらず、これについて鳥飼は漫画の鉄則からはずれたものだとしている。

## 書誌情報
- 鳥飼茜 『地獄のガールフレンド』 祥伝社〈FCスイング〉、全3巻
  1. 2015年4月8日発売[5][6]、ISBN 978-4-396-76635-1
  2. 2016年3月8日発売[7]、ISBN 978-4-396-76668-9
  3. 2017年3月8日発売[8]、ISBN 978-4-396-76700-6

## 配信ドラマ
フジテレビ製作で実写ドラマ化され、フジテレビオンデマンドで2019年10月25日から12月27日まで毎週金曜0時に配信された。
2020年4月7日から6月23日までフジテレビ(関東ローカル)のブレイクマンデー24枠で放送された。

### キャスト
- 島田加南〈31〉 - 加藤ローサ
- 首藤悠里〈28〉 - 武田梨奈
- 鹿谷〈28〉 - 猪塚健太
- 石原〈22〉 - 上村海成
- イビサ - ナジャ・グランディーバ
- 鎌田 - 落合モトキ
- 田辺〈39〉 - 黄川田雅哉
- 出口奈央〈36〉 - 桜井ユキ
- 尚之（加南の元夫） - 渋谷謙人
- 稲垣（悠里の元不倫相手） - 岡部たかし
- 泰成 - 小西貴大
- 沙也加（すずらん文具・社員） - 伊藤ゆみ
- 島田楓（加南の息子） - 川原瑛都
- 市役所窓口担当者 - 小山田織音
- 女子社員１（すずらん文具・社員） - 小松美月
- リポーター - 有賀雄規

### スタッフ
- 原作 - 鳥飼茜『地獄のガールフレンド』（祥伝社フィールコミックス）
- 脚本 - 黒沢久子、ねじめ彩木
- 音楽 - 稲岡宏哉
- 主題歌 - ちゃんみな『Never Grow Up』（ワーナーミュージック・ジャパン）
- 撮影 - 平田修久
- 編集 - 二宮心太
- 企画・プロデュース - 清水一幸
- プロデューサー - 菊池誠、岡美鶴（アズバーズ）
- 演出 - 相沢秀幸
- 制作協力 - アクシーズ、アズバーズ
- 制作著作 - フジテレビ

### 配信・放送日程
| 配信回 | 配信日         | 放送日       | サブタイトル                          | 脚本                |
| ------ | -------------- | ------------ | ------------------------------------- | ------------------- |
| 第1話  | 2019年10月25日 | 2020年4月7日 | 共同生活のはじまり、はじまり          | 黒沢久子            |
| 第2話  | 11月01日       | 4月14日      | 本音隠して、尻隠さず                  | 黒沢久子            |
| 第3話  | 11月08日       | 4月21日      | ごめんね、ママ、変な夢、見ちゃった    | 黒沢久子 ねじめ彩木 |
| 第4話  | 11月15日       | 4月28日      | なぁんか、嫌な感じ                    | 黒沢久子 ねじめ彩木 |
| 第5話  | 11月22日       | 5月5日       | お花畑、通り過ぎちゃったんですけどー  | 黒沢久子            |
| 第6話  | 11月29日       | 5月12日      | 救世主、登場!信じてみたくなってきたぁ | 黒沢久子 ねじめ彩木 |
| 第7話  | 12月06日       | 5月19日      | だって早く食べたいんだもん            | 黒沢久子            |
| 第8話  | 12月13日       | 6月9日       | 『信じる』の正体                      | 黒沢久子            |
| 第9話  | 12月20日       | 6月16日      | 幸せを邪魔するシアワセ                | 黒沢久子            |
| 第10話 | 12月27日       | 6月23日      | 最後の晩餐                            |                     |